# Société générale des automobiles
 (novembre 2024).
Société générale des automobiles était un constructeur automobile français.

## Production
L’entreprise parisienne a utilisé son propre moteur de 6 HP pour le biplace Motor Carriage Plus Driver. Ce moteur pesait 120 kg. Le moteur délivrait une puissance maximale à une vitesse modérée de 600 tours par minute. Un moteur de 4 HP et un moteur de 8 HP ont été développés comme moteurs supplémentaires. Comme les locaux commerciaux ne permettaient pas de s’agrandir davantage, l’entreprise était à la recherche de nouveaux halls de production en région parisienne. On ne sait pas quand l’entreprise a cessé sa production.